# Михайловка (Олевский район)
Михайловка (укр. Михайлівка) — село на Украине, основано в 1939 году, находится в Олевском районе Житомирской области.
Код КОАТУУ — 1824484403. Население по переписи 2001 года составляет 240 человек. Почтовый индекс — 11015. Телефонный код — 4135. Занимает площадь 0,72 км².

## История
В 1946 году указом ПВС УССР село Михайловка-Собичинская переименовано в Михайловку.

## Адрес местного совета
11010, Житомирская область, Олевский р-н, с. Покровское, ул. 8-го Марта, 16